# Bractwo Świętego Wincentego Ferrera

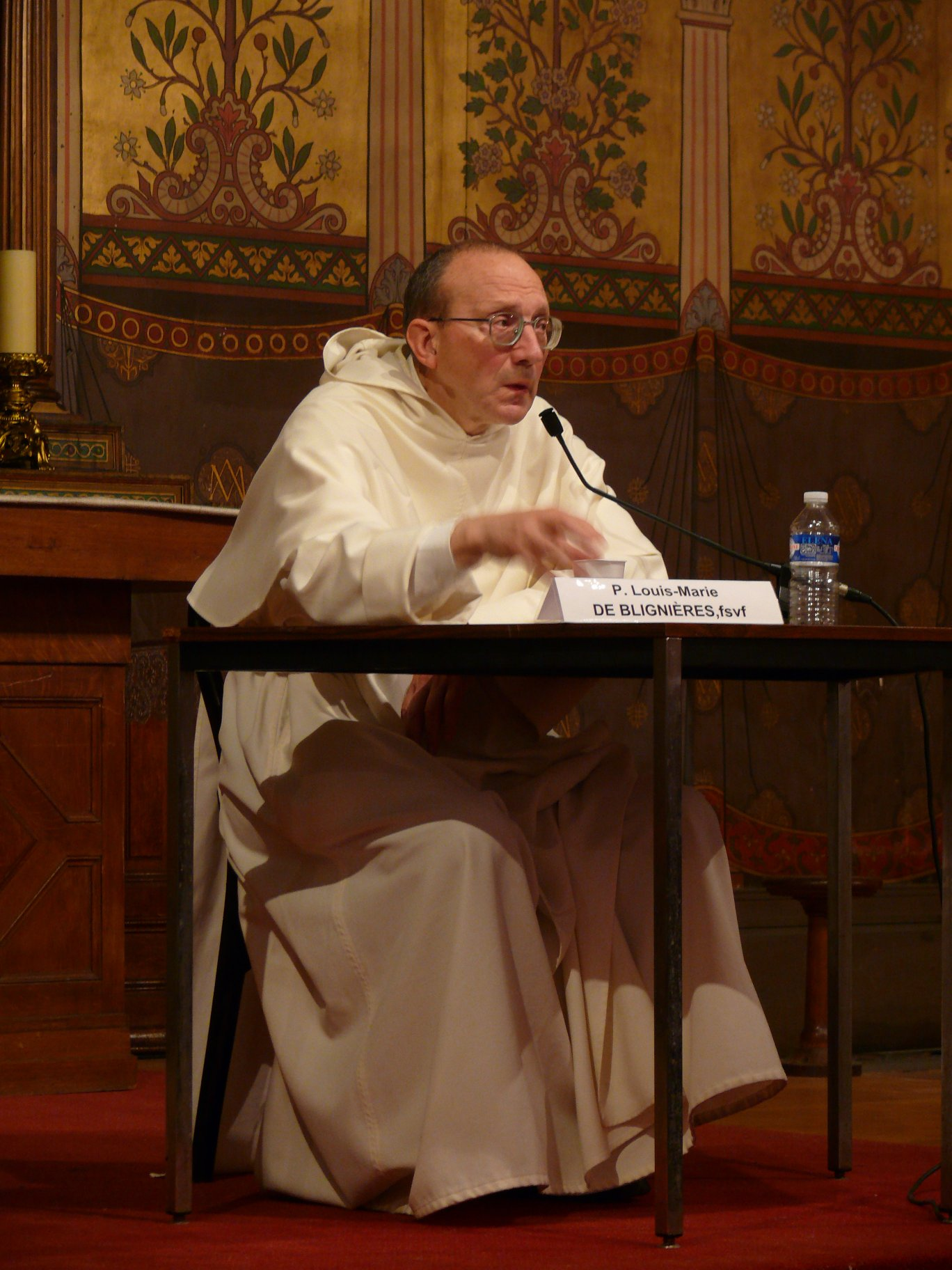
Louis-Marie de Blignières, 2014

Bractwo Świętego Wincentego Ferrera, Fraternitas Sancti Vincentii Ferrerii  (FSVF) – zgromadzenie zrzeszające katolickich księży tradycjonalistycznych (rytu dominikańskiego) pozostające w pełnej jedności ze Stolicą Apostolską. Bractwo to nie stanowi jednak części zakonu dominikanów. 

## Historia
Bractwo zostało założone w 1979 roku przez Louisa-Marię de Blignières'a i było początkowo związane z sedeprywacjonizmem, ale później pojednało się z Stolicą Apostolską i stało się dnia 28 października 1988 roku instytutem religijnym na prawie diecezjalnym. Bractwo nie jest członkiem zakonu dominikanów, ale stara się nim być. Kapłani bractwa używają tradycyjnego rytu dominikańskiego (jednego z łacińskich rytów Mszy Świętej, różnego od zwyczajnej i nadzwyczajnej formy rytu rzymskiego) zarówno podczas Mszy jak i Liturgii godzin.
Siedzibą bractwa jest klasztor świętego Tomasza z Akwinu w Chémeré-le-Roi (północno-zachodnia Francja).

## Struktura i członkowie
Bractwo zostało założone i do dzisiejszego dnia jest kierowane przez Louisa-Marię de Blignières'a. Na chwilę obecną składa się z 23 członków w tym z 12 kapłanów. 